# حزوم (الرقة)
حزوم قرية سورية تتبع ناحية الجرنية في منطقة الثورة في محافظة الرقة. بلغ عدد سكانها 5 نسمة في عام 2004 حسب إحصاء المكتب المركزي للإحصاء.